# Thomas Holm
Thomas Holm (født 1978) er en dansk singer-songwriter. Han har udgivet et enkelt album og er mest kendt for singlen "Nitten".

## Karriere
Holm er vokset op i Kjellerup og studerede statskundskab ved Københavns Universitet inden han begyndte sin musikalske karriere.
I 2002 deltog han i realityshowet Rock Idoler på TV3, der havde til formål at sammensætte er rockband. Thomas Holm blev valgt som forsanger i bandet, der fik navnet Blunt. Blunt udsendte singlen "You Don't Know" på Universal inden de gik i opløsning.
Han debuterede med singlen "Nitten" i 2009, der har modtaget platin for 30.000 downloads. Den nåede nummer 8 på den danske singlehitliste og var på listen i sammenlagt 22 uger. Senere samme år medvirkende han på albummet En hyldest til Sebastian, hvor han sang en ny fortolkning af "80'ernes Boheme", der udkom første gang i 1983.
I januar 2010 medvirkede han på Haiti-støttesinglen "Skrøbeligt fundament". Debutalbummet Middelklassehelt, der er produceret af Henrik Balling, udkom på Copenhagen Records i april 2010. Det modtog tre ud af seks stjerner i musikmagasinet GAFFA med BT tildelte fire ud af seks stjerner.  Albummet affødte yderligere singlerne "Selvmord på dansegulvet", "Ikea", og "Lidt for lidt" i 2010. Singlen "Selvmord på dansegulvet" udkom også fra dette album og nåede nummer 33 på singlehitlisten.
Efter at være blevet kaldet "One-hit wonder" i et quizprogram på TV2, satte han sig for at bevise, hvor stor en stjerne han egentlig er. I hvert fald i Jylland. Singlen "Jesus i Jylland" (2025) og tilhørende musikvideo og selvironi skildrer musikerens oplevelse af at være ukendt i København, men en superstjerne i Jylland.

## Privatliv
Thomas Holm er kæreste med sangerinden Fallulah. Parret har sammen datteren Gloria fra 2016. I efteråret 2019 annoncerede parret, at de venter tvillingepiger. Den 23. marts 2020 nedkom Fallulah med tvillingepiger.

## Diskografi

### Album
- Middelklassehelt (2010)

### Singler
- "Nitten" (2009)
- "Selvmord på dansegulvet" (2010)
- "Ikea" (2010)
- "Lidt for lidt" (2010)
- "Knep smerten væk" (2011)
- "Byen kalder" (2012)
- "Jul, For Helvede" (2014)
- "Jesus i Jylland" (2025)